# Fourmetot
Fourmetot foi uma antiga comuna francesa na região administrativa da Normandia, no departamento de Eure. Estendia-se por uma área de 10 km². Em 2010 a comuna tinha 1 252 habitantes (densidade: 125,2 hab./km²).
Em 1 de janeiro de 2018, passou a formar parte da nova comuna de Le Perrey.